# 書本裁切

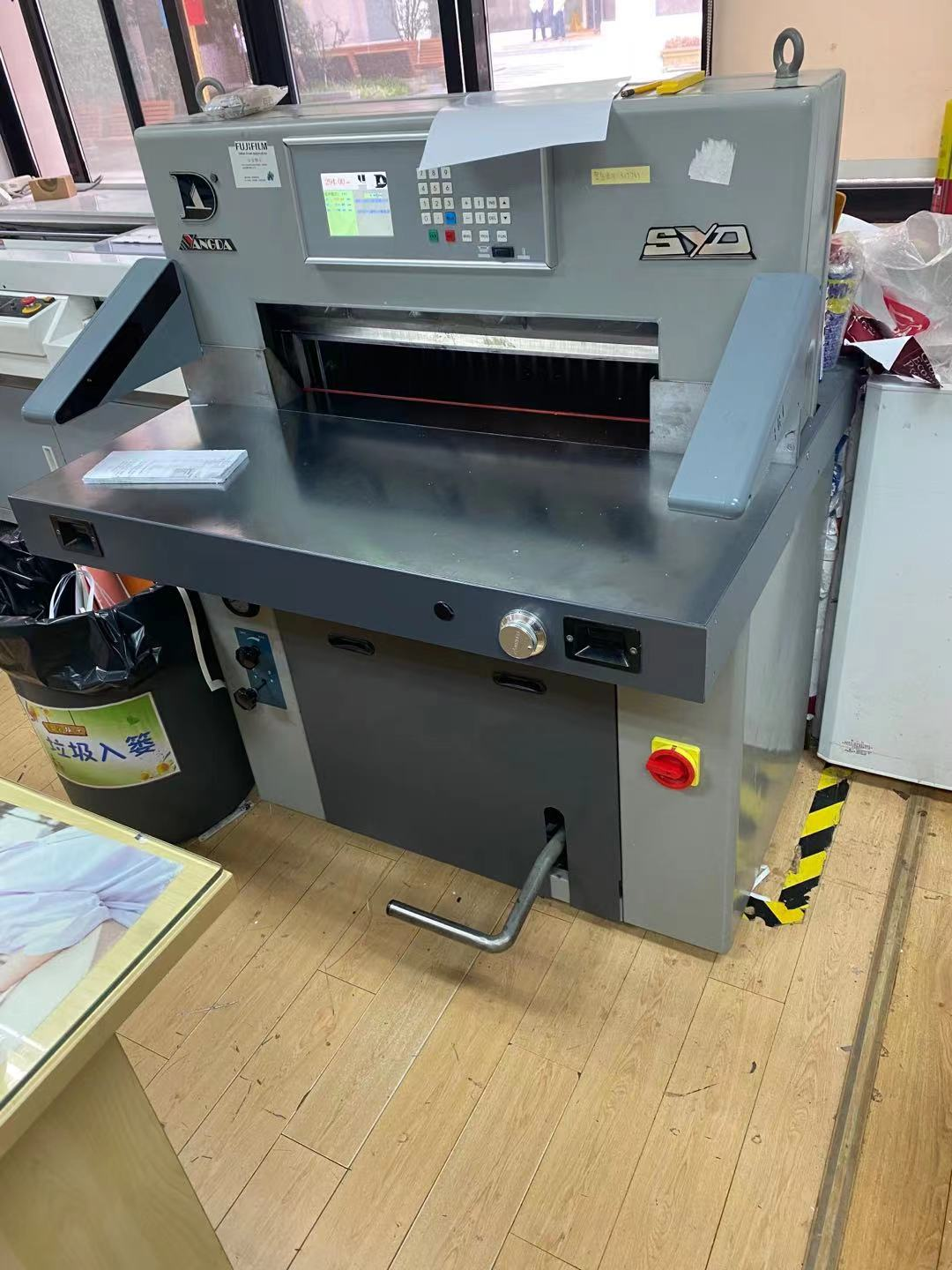
書本裁切機

書本裁切又稱書籍裁切或裁切，是图书出版过程的一个阶段，該階段位於裝訂之後。在該階段中，图书的边缘會被修剪，以便書本的封皮、內页都能工整地对齐。現今人們通過切割機裁切書本邊緣。